# 囊苞花属
双参属（学名：Triplostegia）是忍冬科下的一个属，为直立、多年生草本植物。该属共有2种，分布于喜马拉雅和中国西南部。